# Tetragnatha dearmata
Tetragnatha dearmata là một loài nhện trong họ Tetragnathidae.
Loài này thuộc chi Tetragnatha. Tetragnatha dearmata được miêu tả năm 1873 bởi Thorell.

## Hình ảnh

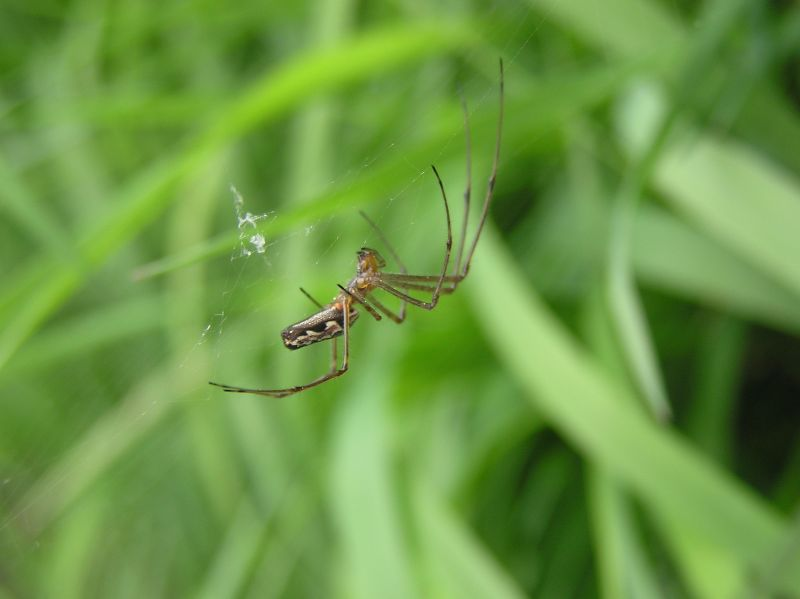